# Lyroglossa pubicaulis
Lyroglossa pubicaulis är en orkidéart som först beskrevs av Louis Otho Otto Williams, och fick sitt nu gällande namn av Leslie Andrew Garay. Lyroglossa pubicaulis ingår i släktet Lyroglossa och familjen orkidéer. Inga underarter finns listade i Catalogue of Life.